# Bahník americký
Bahník americký (Lepidosiren paradoxa) je druh dvojdyšné ryby, jediný žijící druh z čeledi Lepidosirenidae a jediný žijící bahník amerického kontinentu.

## Systematika
Bahník americký je pokládán za jediného žijícího zástupce čeledi Lepidosirenidae. Stal se prvním objeveným bahníkem, přičemž za jeho objevitele je pokládán rakouský přírodovědec Johann Natterer, jenž mezi lety 1817–1835 působil v Jižní Americe a nasbíral zde četné množství zoologických vzorků. Vědecký popis nového druhu spadá až do roku 1837, kdy jej zhotovil jiný rakouský zoolog, Leopold Fitzinger.
Všechny čeledi bahníků jsou společně sdružovány v rámci skupiny Dipnoi, která je dále řazena do skupiny svaloploutvých ryb, odb. Sarcopterygii – ty v holofyletické podobě zahrnují rovněž všechny čtyřnožce. Bahník americký je pokládán za sesterský taxon vůči africkým bahníkům rodu Protopterus, s nimiž bývá řazen do společného řádu dvouplicní (Lepidosireniformes). Na základě fylogenetických studií je poslední společný předek obou těchto linií datován do období spodní křídy.

## Výskyt
Bahník americký představuje jediného bahníka neotropické oblasti, potažmo celého amerického kontinentu. Patří mezi široce rozšířené druhy Jižní Ameriky, vyskytuje se v povodí Amazonky, Paraguaye a v dolních tocích řek Paraná a Orinoko. Typicky žije v klidných stojatých vodách. Mezinárodní svaz ochrany přírody pokládá bahníka amerického díky jeho širokému areálu výskytu za málo dotčený druh, celková velikost populace však kvůli skrytému způsobu života této ryby zůstává sporná.

## Popis
Bahník americký dosahuje celkové délky těla až 180 cm. Vzhledem se podobá africkým bahníkům rodu Protopterus: zástupci obou rodů mají protáhlá, úhořovitá těla, relativně malou hlavu a vláknité párové ploutve. Ocasní ploutev společně s hřbetní a řitní ploutví splývá a vytváří jakýsi lem. Šupiny jsou velmi tenké, většinou zanořené v kůži, ale na první pohled dobře patrné. Od australských „jednoplicných“ bahníků navíc obě skupiny odlišuje přítomnost párových plicních vaků, které vystupují z ventrální části trávicí soustavy.
Zbarvení nelze označit za příliš výrazné, spodní a boční partie jsou jednotvárně šedohnědé, směrem k břichu se barva mění do poněkud světlejších odstínů.

## Ekologie

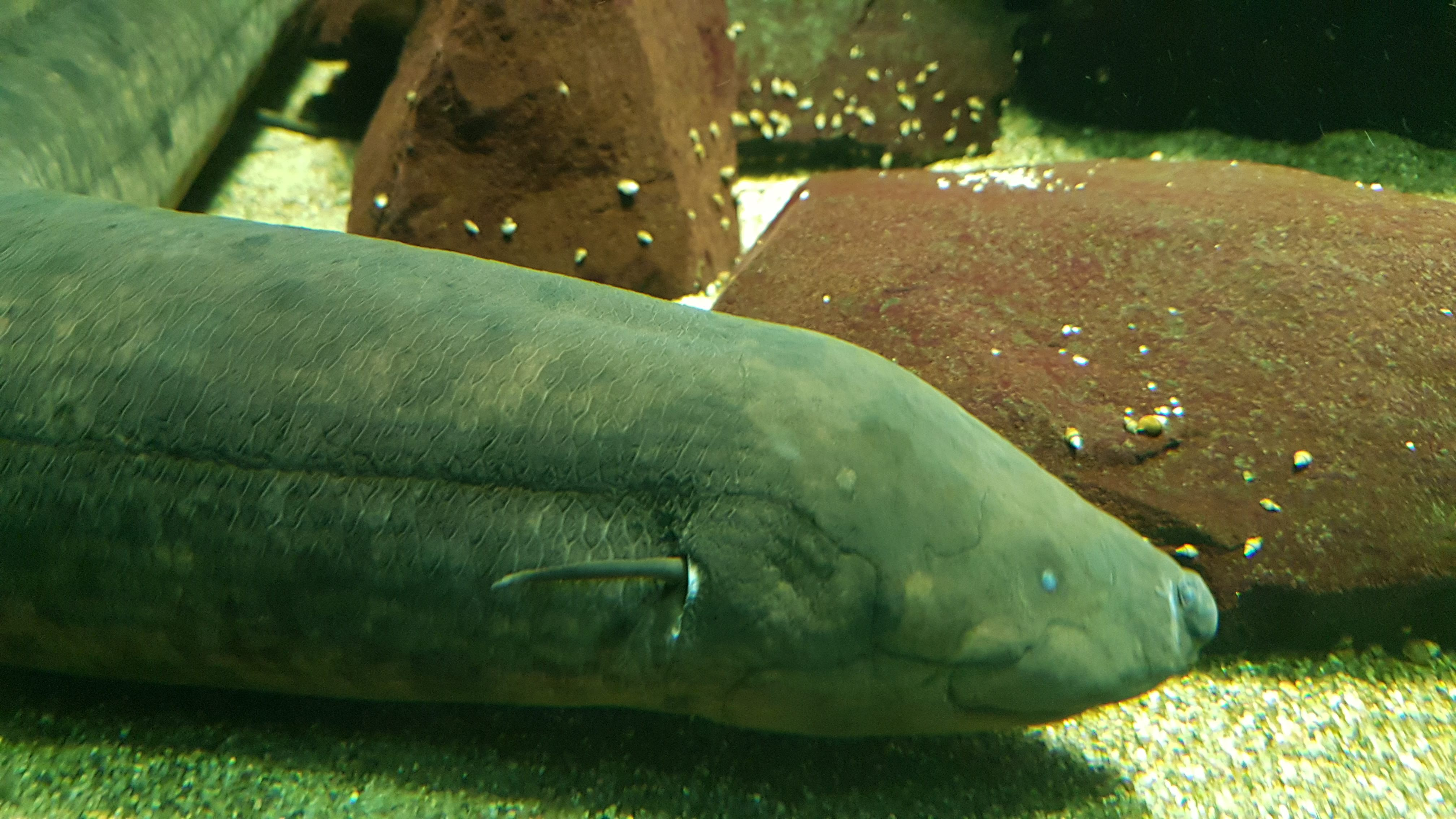
Lepidosiren paradoxa v zajetí

Jde o samotářsky žijící druh stojatých vod, typicky bažin či jezer. V době aktivity se zdržuje blízko vodní hladiny. Je primárně masožravý, požírá různé ryby, vodní členovce, měkkýše a jinou vhodnou kořist, již nasaje do tlamy a následně rozdrtí pomocí zubních desek. Určitý podíl jídelníčku může tvořit i rostlinná složka.
Bahník americký je závislý na plicním dýchání atmosférického kyslíku; v průběhu evoluce došlo k redukci žaber, jejichž plocha již nestačí uspokojit potřeby dospělého zvířete. V období, kdy vodní stanoviště bahníků vysychají, se tyto ryby zavrtávají do bahnitých komůrek a aktivní se stávají opět až za příznivých podmínek. V průběhu podobné estivace dochází k útlumu metabolických dějů, díky čemuž je bahník schopen přežít několik měsíců bez přísunu potravy. Doba rozmnožování je logicky situována do období dešťů. Jikry o průměru asi 7 mm jsou kladeny do předem vyhloubeného tunelu, jenž dosahuje délky až 150 cm. Ochranu potomstva zajišťuje samec. Během této doby se mu na břišních ploutvích objevují dlouhé a bohatě prokrvené výrůstky, jejichž význam není zcela jednoznačný. Samec však pomocí nich nejspíše zásobuje svá vyvíjející se mláďata kyslíkem. Larvy vzhledem připomínají spíše pulce obojživelníků, protože mají čtyři páry vnějších žaber. Ty u nich vymizí asi v 6 týdnech.